# Simon Hald Jensen
Simon Hald Jensen (Aalborg, Danska, 28. rujna 1994.) je danski rukometaš i nacionalni reprezentativac. Igra na poziciji pivota te je trenutno član danskog Aalborg Håndbolda, a prethodno je bio član njemačkog bundesligaša Flensburga.
Rođen je u Aalborgu te je profesionalnu karijeru započeo u tamošnjem istoimenom klubu da bi 2018. prešao u njemački Flensburg s kojim je potpisao trogodišnji ugovor.
Nastupao je u mladoj danskoj reprezentaciji s kojom je 2013. godine osvojio Svjetsko rukometno prvenstvo za igrače do 19 godina te je proglašen najboljim igračem turnira. Za seniorsku reprezentaciju je debitirao 2015. u susretu protiv Poljske.
Od većih reprezentativnih uspjeha izdvaja se osvajanje svjetskog naslova 2019. gdje je Danska bila jedan od suorganizatora.
Od većih reprezentativnih uspjeha izdvajaju se osvajanje zlata na Olimpijskim igrama u Parizu 2024.  te svjetskog naslova 2019. gdje je Danska bila jedan od suorganizatora. te još tri zlata na Svjetskim prvenstvima 2021., 2023. i 2025. te srebra na Europskom prvenstvu 2024. i bronce na Europskom prvenstvu 2022. godine. 

## Vanjske poveznice
- Profil rukometaša na službenim web stranicama EHF-a  Arhivirana inačica izvorne stranice od 10. siječnja 2019. (Wayback Machine)